# Звіт про фінансові результати
Звіт про фінансові результати (НП(С)БО 1) — звіт про доходи, витрати і фінансові результати діяльності підприємства та сукупний дохід.
Звіт про прибутки і збитки — одна з основних форм бухгалтерської звітності (форма № 2), яка характеризує фінансові результати діяльності організації за звітний період і містить дані про доходи, витрати і фінансові результати в сумі наростаючим підсумком з початку року до звітної дати.
У формі № 2 відображається величина балансового прибутку або збитку і окремі складові цього показника:
- прибуток / збитки від реалізації продукції;
- операційні доходи і витрати (позитивні і негативні курсові різниці);
- доходи і витрати від іншої позареалізаційної діяльності (штрафи, безнадійні борги);

Також представлені:
- витрати підприємства на виробництво реалізованої продукції за повною або виробничої вартості;
- комерційні витрати, управлінські витрати;
- виручка нетто від реалізації продукції;
- сума податку на прибуток, відкладені податкові зобов'язання, активи та постійні податкові зобов'язання (активи);
- чистий прибуток.